# Нидерлотербак
Нидерлотербак (фр. Niederlauterbach) — коммуна на северо-востоке Франции в регионе Гранд-Эст (бывший Эльзас — Шампань — Арденны — Лотарингия), департамент Нижний Рейн, округ Агно-Висамбур, кантон Висамбур. До марта 2015 года коммуна административно входила в состав упразднённого кантона Лотербур (округ Висамбур).
Площадь коммуны — 11,22 км², население — 900 человек (2006) с тенденцией к росту: 947 человек (2013), плотность населения — 84,4 чел/км².

## Население
Население коммуны в 2011 году составляло 951 человек, в 2012 году — 949 человек, а в 2013-м — 947 человек.
| 1962 | 1968 | 1975 | 1982 | 1990 | 1999 | 2006 | 2008 | 2011 | 2012 | 2013 |
| ---- | ---- | ---- | ---- | ---- | ---- | ---- | ---- | ---- | ---- | ---- |
| 614  | 632  | 654  | 686  | 769  | 863  | 900  | 937  | 951  | 949  | 947  |

Динамика населения:

## Экономика
В 2010 году из 636 человек трудоспособного возраста (от 15 до 64 лет) 518 были экономически активными, 118 — неактивными (показатель активности 81,4 %, в 1999 году — 74,2 %). Из 518 активных трудоспособных жителей работали 484 человека (267 мужчин и 217 женщин), 34 числились безработными (13 мужчин и 21 женщина). Среди 118 трудоспособных неактивных граждан 41 были учениками либо студентами, 30 — пенсионерами, а ещё 47 — были неактивны в силу других причин.

## Достопримечательности (фотогалерея)

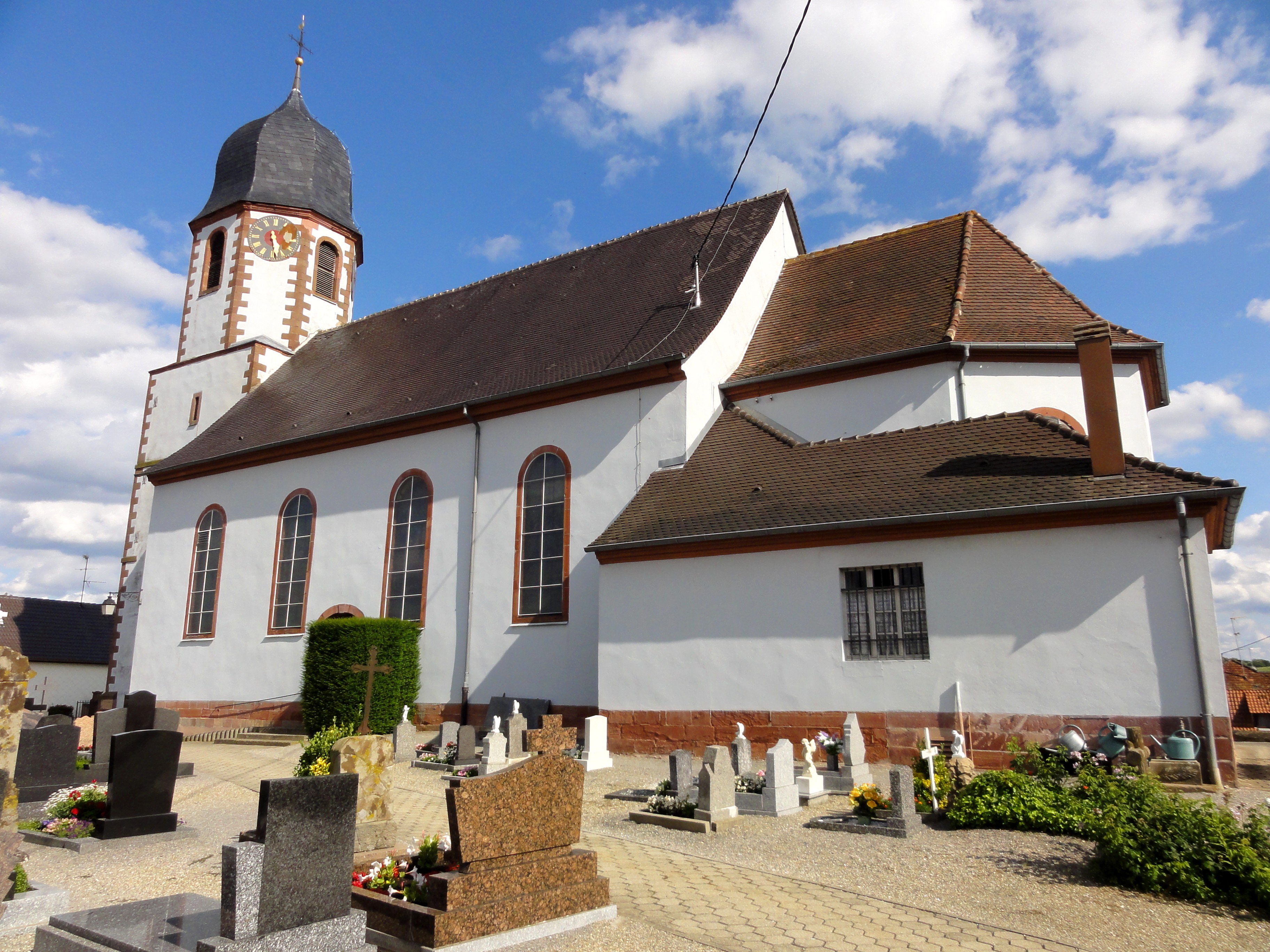
Церковь святой Маргариты
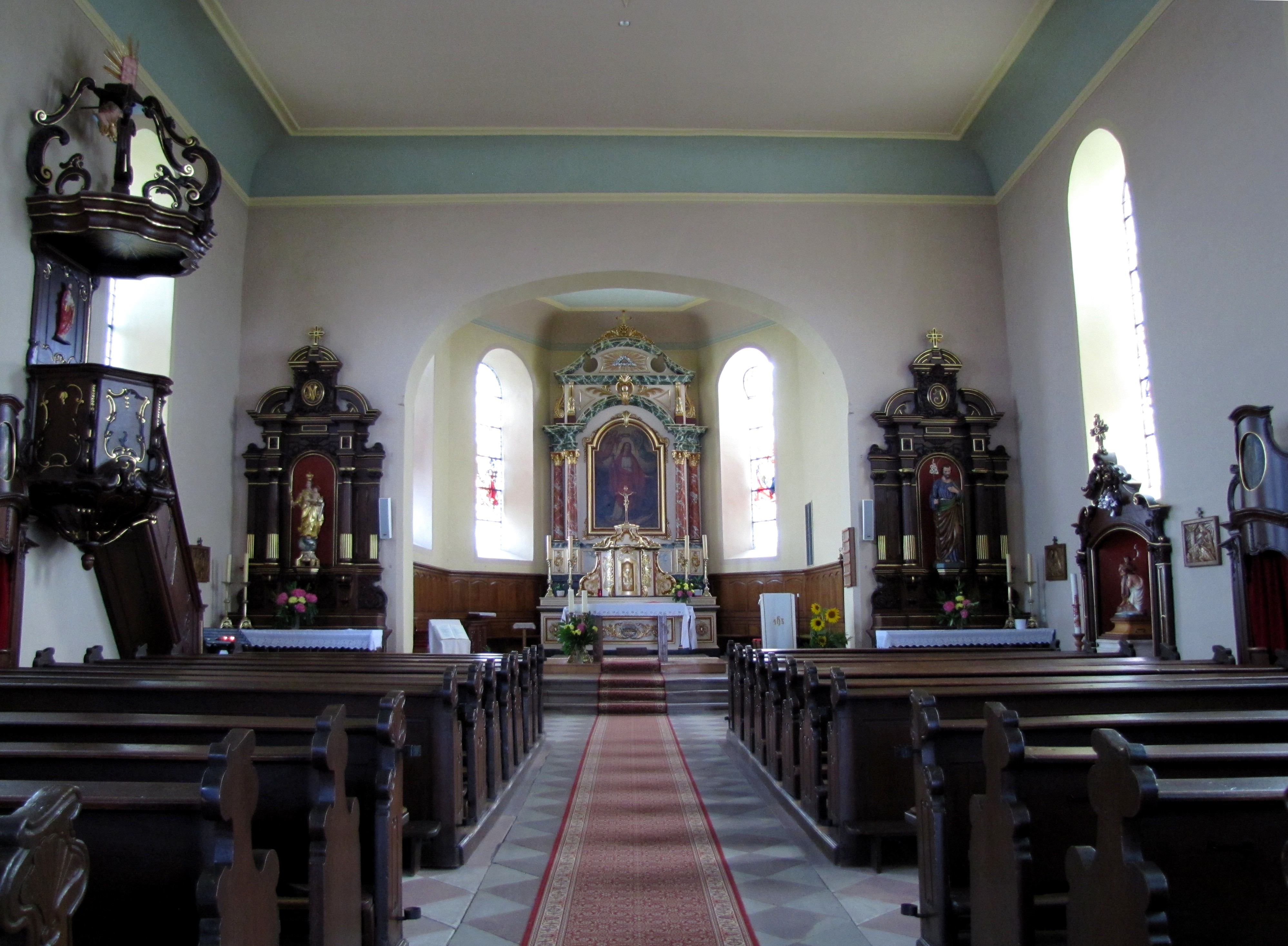
Интерьер, вид на алтарь
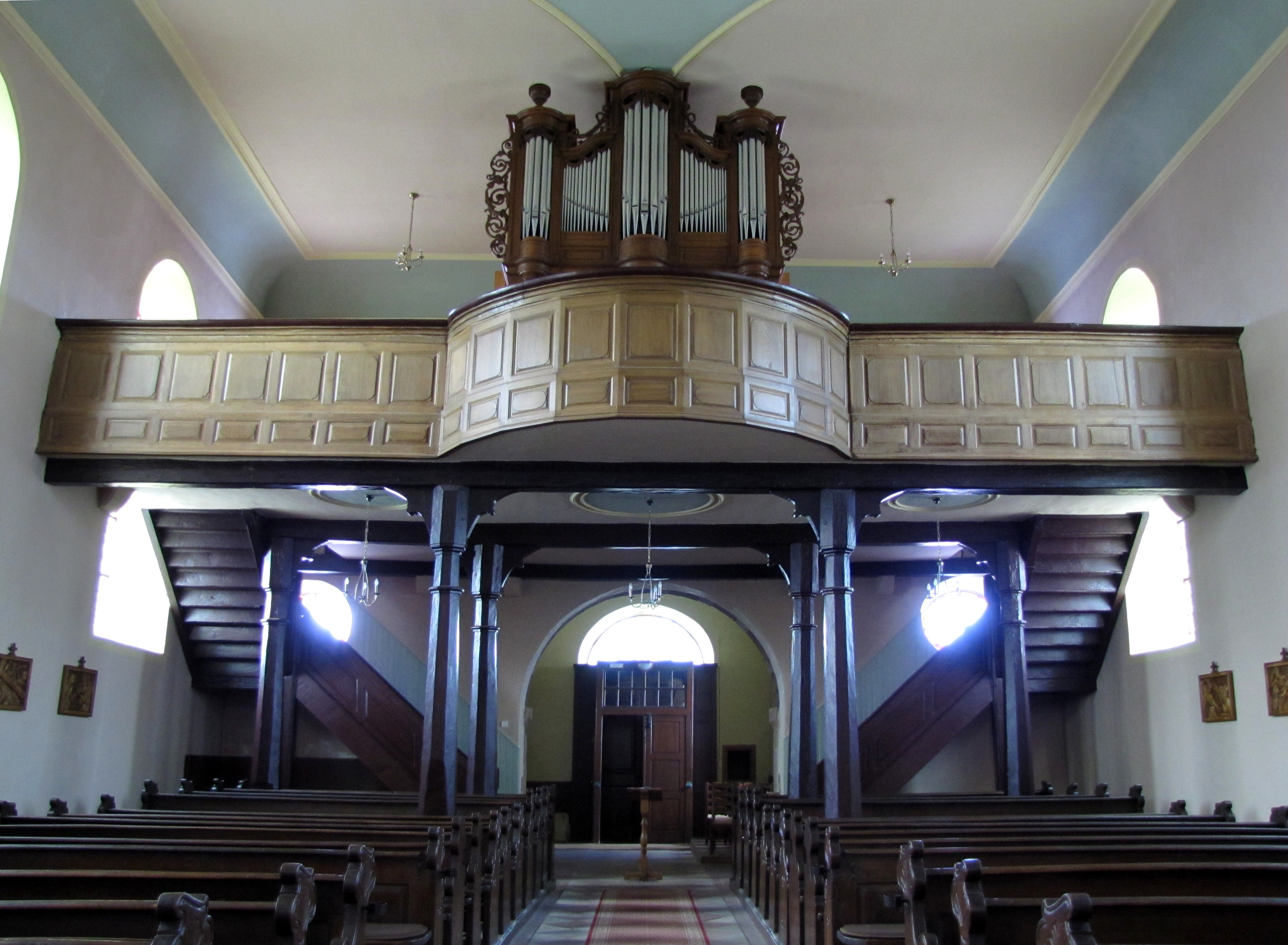
Интерьер, вид на орган
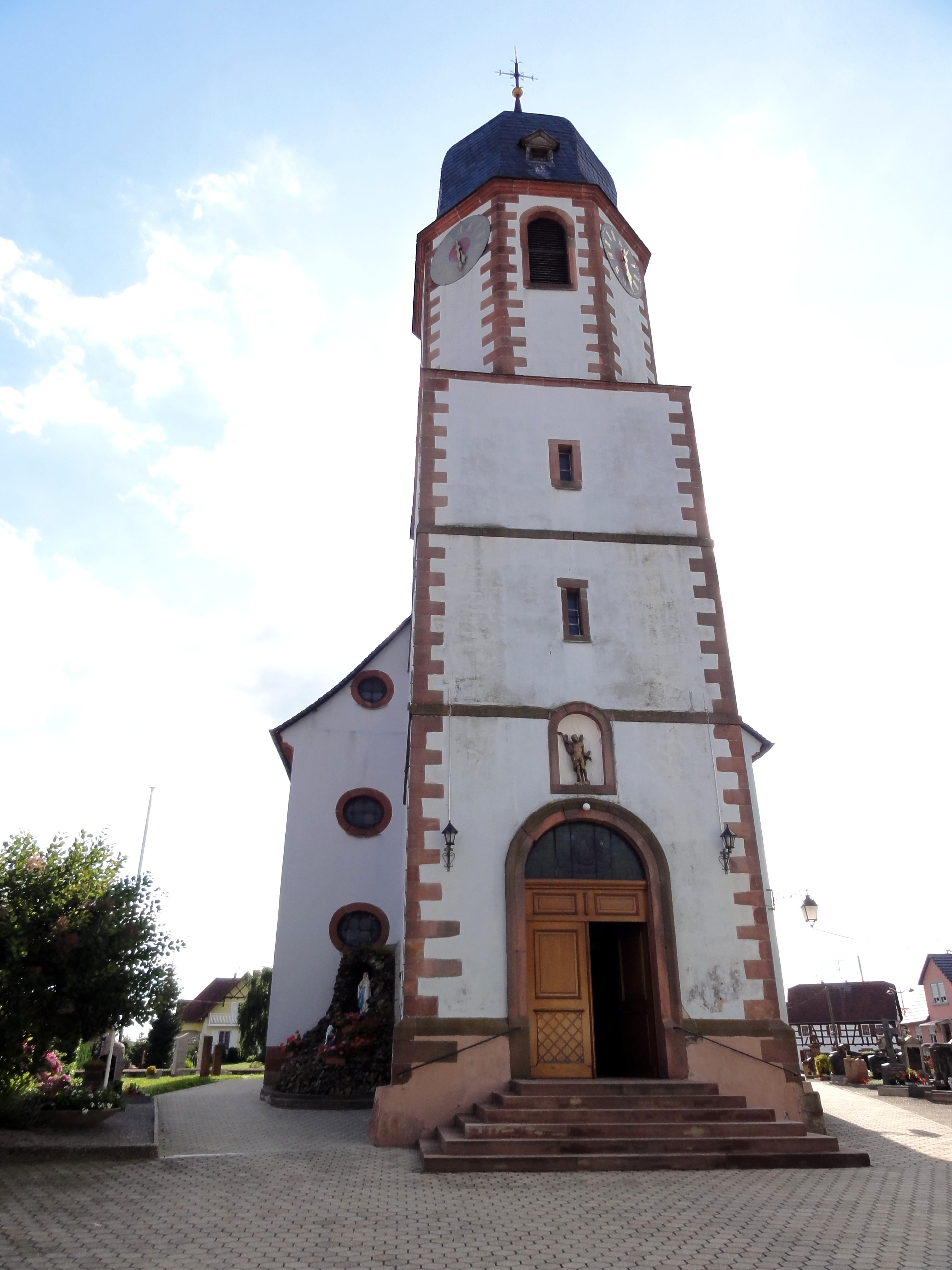
Колокольня